# Alte Grimme

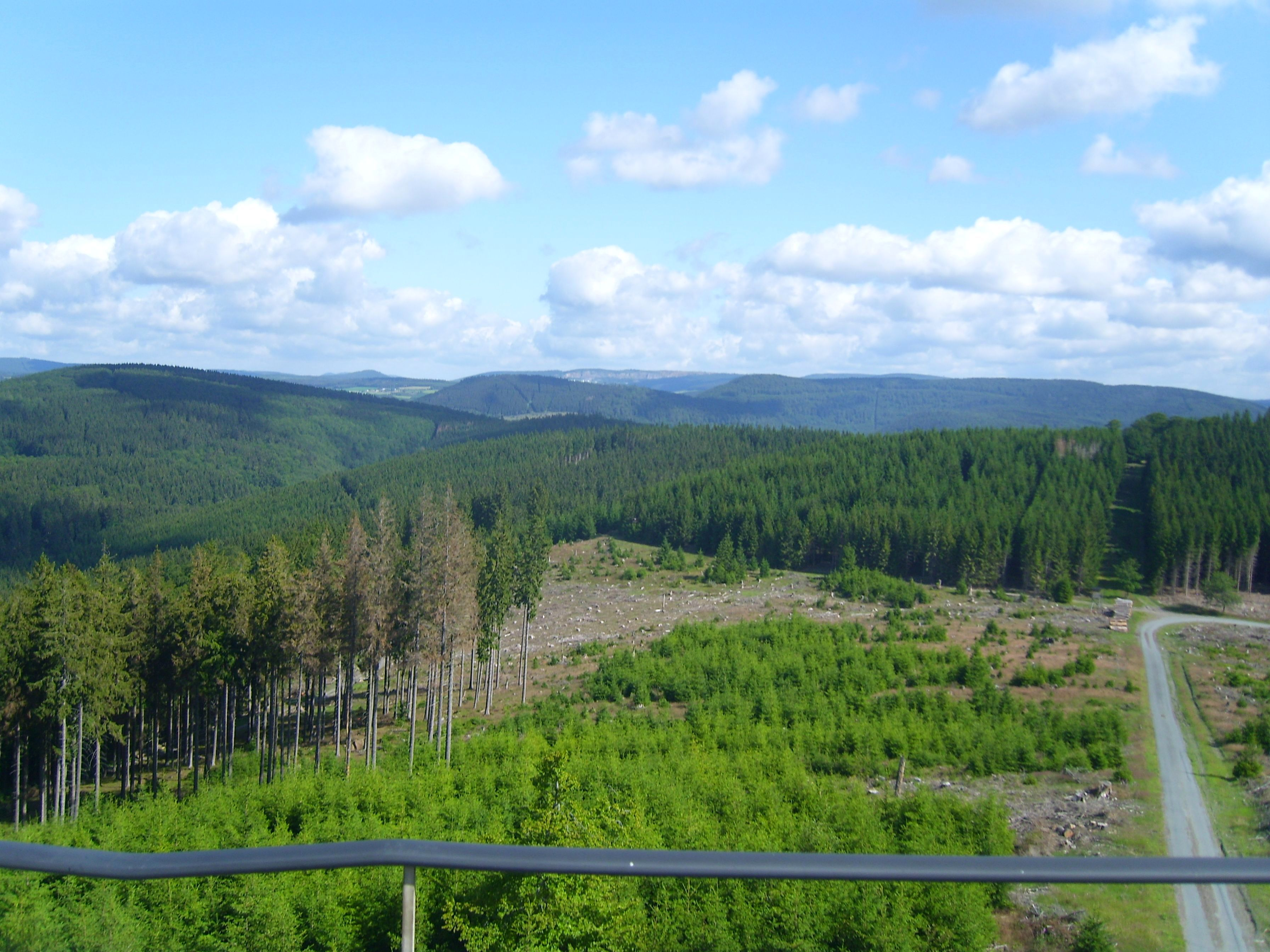
Die Alte Grimme (links der Mitte) und ihre Nachbarschaft vom Bollerberg aus; links die Hohe Seite, in der rechten Bildhälfte der Reetsberg. Halblinks im Hintergrund der Rimberg, mittig ebendort der Clemensberg

Die Alte Grimme bei Elkeringhausen im nordrhein-westfälischen Hochsauerlandkreis ist ein 755,1 m ü. NHN hoher Berg des Rothaargebirges.

## Geographie

### Lage
Die Alte Grimme liegt im Nordostteil des Rothaargebirges im Naturpark Sauerland-Rothaargebirge. Ihr Gipfel erhebt sich etwa 900 m (Luftlinie) südöstlich der Dorfkirche des Winterberger Stadtteils Elkeringhausen, der vom Eder-Zufluss Orke durchflossen wird.
Nachbarberge oder -erhebungen sind Rösberg (785,7 m; Nordosten), Reetsberg (792,2 m; Ostnordosten), Giebel (675,2 m; Osten), Roth (624,6 m; Südsüdosten), Steimel (573,4 m; Süden) und Burg (617 m; Südwesten), und zu den jenseits von Elkeringhausen gelegenen Bergen gehört der Ruhrkopf (695,7 m; Nordwesten); hierbei sind Roth und Steimel Ausläufer der Alten Grimme.
Südöstlich der Alten Grimme entspringt nahe ihrem Ausläufer Roth der Orke-Zufluss Deutmecke. Weitere kurze Bäche, die direkte Zuflüsse der Orke sind oder zumindest zu deren Einzugsgebiet gehören, entspringen rund um den Berg.

### Naturräumliche Zuordnung
Die Alte Grimme gehört in der naturräumlichen Haupteinheitengruppe Süderbergland (Nr. 33) in der Haupteinheit Rothaargebirge (mit Hochsauerland) (333) zur Untereinheit Hohe Seite (333.7). Die Landschaft leitet nach Nordwesten in den Naturraum Harfeld (333.56) über.

### Berghöhe und Gipfel
Die Höhe der 754,9 m hohen Alten Grimme wird oftmals nur mit rund 750 oder 751 m angegeben, was sich aber auf einen trigonometrischen Punkt bezieht, der etwa 60 m nordöstlich des Berggipfels auf 750,7 m liegt; topographischen Karten sind auf der Gipfelregion weitere Höhenangaben zu entnehmen: 753,5 m im Nordosten und 753 m im Südwesten.
Auf dem Berggipfel steht ein Bonifatiuskreuz und wenige Meter entfernt davon als Schutzhütte die Grimme-Kreuz-Hütte. Auf der Gipfelregion des sonst bewaldeten Bergs erstreckt sich eine schmale Wildwiese.

## Schutzgebiete und Natur
Auf der Alten Grimme befindet sich ein überwiegend aus Fichten bestehender Teil des Elkeringhauser Waldes. Auf ihrer Nord- und Nordostflanke liegen Teile des Naturschutzgebiets (NSG) Waldreservat Glindfeld (LP Winterberg) (CDDA-Nr. 389938; 2008 ausgewiesen; 2,1 km² groß), auf der Ostflanke solche des NSG Waldreservat Glindfeld (LP Medebach) (CDDA-Nr. 319281; 2002; 21,53 km²). Auf dem Übergangsbereich zum Südausläufer Roth befindet sich das NSG Butterfeld (CDDA-Nr. 389693; 2008; 5 ha) und auf der Westflanke das NSG Alte Grimme (CDDA-Nr. 389630; 2008; 13 ha), das überwiegend aus Fichten- und Hainbuchenwald besteht. In diesem Schutzgebiet und auf der Südostflanke des Berges war keine Forstwirtschaft möglich, weswegen der natürliche Wald erhalten blieb; heute ist dort eine derartige Nutzung gesetzlich verboten. Westlich an das NSG Alte Grimme schließt sich das NSG Ronsfeld (CDDA-Nr. 389879; 2008; 9 ha) an. Nordwestlich des Bergs liegt direkt oberhalb von Elkeringhausen der Südwestteil des NSG Grünlandkomplex obere Orke (CDDA-Nr. 389754; 2008; 45 ha).
Östlich, südlich und westlich der Alten Grimme liegen Teile des Fauna-Flora-Habitat-Gebiets Waldreservat Glindfeld-Orketal (mit Nebentälern) (FFH-Nr. 4817-304; 29,97 km²) und nördlich des Bergs solche des FFH-Gebiets Oberes Orketal (FFH-Nr. 4717-306; 2,69 km²). Bis auf die östlichen Hochlagen des Bergs reichen Teile des Europäischen Vogelschutzgebiets Medebacher Bucht (VSG-Nr. 4717-401; 138,72 km²).

## Zeche Elend
Etwa 50 m südlich vom Südrand des zwischen der Alten Grimme und der Roth gelegenen NSG Butterfeld liegt das Stollenmundloch (⊙) der einstigen Zeche Elend. Dort wurde bis 1914 Erz abgebaut. Dies geschah ohne nennenswerten Erfolg, weshalb der etwa 30 m lange Stollen den Namen Zeche Elend bekam. Das Stollenmundloch ist ein geschützter Landschaftsbestandteil (LB).

## Verkehr und Wandern
Die Alte Grimme ist nur auf Wald- und Wanderwegen zu erreichen, beispielsweise beginnend an der Kreisstraße 50, die von der Winterberger Kernstadt durch Elkeringhausen zur in Richtung Küstelberg führenden Landesstraße 740 verläuft.
Nördlich, östlich und südlich vorbei am Berg und auch über seine östlichen Hochlagen führt der Abschnitt Elkeringhausen–Züschen (Etappe 7) der Winterberger Hochtour, einem die Winterberger Ortsteile, Berge und Täler miteinander verbindenden Wanderweg, der den auch zur Zeche Elend führenden Historischen Wanderpfad von Elkeringhausen kreuzt.